# ملانی کلارک پولن
ملانی کلارک پولن (انگلیسی: Melanie Clark Pullen; ۲ ژوئیهٔ ۱۹۷۵ – ) بازیگر اهل جمهوری ایرلند بود. وی از سال ۱۹۹۷ میلادی تاکنون مشغول فعالیت بوده‌است.